# Melissa (Italia)
Melissa es un municipio sito en el territorio de la provincia de Crotona, en Calabria (Italia).

## Demografía
| Gráfica de evolución demográfica de Melissa entre 1861 y 2001 |
|                                                               |
| fuente ISTAT -                                                |